# Vuoto a perdere
Vuoto a perdere è il quinto singolo di Noemi, il primo estratto dal suo secondo album, RossoNoemi. Il brano, scritto da Vasco Rossi e musicato da Gaetano Curreri, fa parte della colonna sonora del film Femmine contro maschi di Fausto Brizzi, regista anche del video musicale del singolo della cantante romana.
Il brano ha ottenuto una candidatura ai Nastri d'argento 2011 come migliore canzone originale. Vuoto a perdere conquista anche il Premio Lunezia Menzione Speciale.

## Descrizione
Vuoto a perdere è una canzone scritta da Vasco Rossi e Gaetano Curreri, leader degli Stadio per Noemi. A comunicarlo è lo stesso Vasco Rossi da Los Angeles; tramite il suo Facebook dà la notizia il 29 novembre 2010. Noemi aveva già espresso, in alcune interviste, il desiderio di poter lavorare con Vasco Rossi e Gaetano Curreri, entrambi suoi punti di riferimento. Prima della realizzazione del brano la cantante aveva già collaborato con entrambi: apre alcuni concerti del Tour Europe indoor e recensisce alcuni articoli per Il Blasco; prende parte a vari concerti live insieme a Gaetano Curreri, di cui è ospite durante alcune tappe del Diluvio universale tour. Considerata uno dei talenti più versatili, Noemi ha avuto così l'opportunità di interpretare un brano con il testo scritto da Vasco Rossi, autore che raramente concede i suoi pezzi a cantanti donne, tra cui Laura Pausini, Patty Pravo e Irene Grandi.
Proprio in un'intervista fatta durante il Tour Europe indoor, Noemi dichiara:
Vuoto a perdere è il singolo apripista, dalle sfaccettature alquanto rock, del secondo album di Noemi, RossoNoemi disponibile dal 22 marzo 2011. Il singolo, prodotto ed arrangiato da Celso Valli, di cui è stato possibile ascoltare un'anteprima dal 24 gennaio sul sito della cantante, è disponibile per il download ed entra in rotazione radiofonica a partire dal 28 gennaio 2011. Vuoto a perdere è l'unico brano dell'album ad essere stato prodotto da Celso Valli, tutti gli altri brani vedono come produttore Corrado Rustici.
Il testo mira a sfatare il mito moderno della perfetta forma fisica eterna, viene evidenziato un punto nella vita della donna: si tratta di quel momento in cui la donna è più matura ed ha più consapevolezza, quindi si tratta di una fase di crescita, affrontata con autoironia e coraggio, che spinge la donna a guardare avanti e non più indietro. Identifica la crescita personale della donna come quel periodo in cui si vive il presente senza guardare al passato, ciò perché si entra in una nuova fase della vita e per tanto non si deve provare un senso di nostalgia per ciò che è stato in passato e che non può ritornare.
Il singolo debutta all'ottava posizione nella classifica FIMI, per poi spingersi fino alla sesta, posizione mantenuta anche la settimana seguente. Vuoto a perdere viene certificato disco di platino.
Vuoto a perdere ha ottenuto una candidatura ai Nastri d'argento 2011 come migliore canzone originale e una all'OGAE Song Contest 2011. Il brano conquista anche il Premio Lunezia Menzione Speciale. Il brano risulta essere inoltre il secondo, dopo On the Floor di Jennifer Lopez, primo fra quelli italiani, tra le gallery più cliccate. Il 2 dicembre 2011, dopo oltre un mese di votazioni, viene stilata la classifica Mtv delle "Top 20 Greatest hit of 2011" in cui Vuoto a perdere si classifica al decimo posto su 40 canzoni partecipanti. La classifica è andata in onda il giorno della vigilia di Natale su MTV Hits (canale 704 di Sky).
Il 15 febbraio 2012, in seguito alla partecipazione di Noemi al 62º Festival di Sanremo viene pubblicato RossoNoemi - 2012 Edition in cui è nuovamente contenuto il brano. Il 18 settembre 2012 viene pubblicato RossoLive, primo album live di Noemi che contiene il brano in versione live.
Il brano viene inserito in otto compilation:
- Maschi contro femmine - Femmine contro maschi[35]
- Wind Music Awards 2011[36]
- Radio Bruno Winter Compilation[37]
- Tutti pazzi per RDS[38]
- Pop mania
- Je t'aime 2013
- RDS 100% grandi successi senza tempo
- Donne in musica

Vuoto a perdere viene inoltre incluso nel libro di Vasco Rossi Vasco complete canzoniere

## Tracce
Download digitale
1. Vuoto a perdere – 4:03 (testo: Vasco Rossi – musica: Gaetano Curreri)

## Formazione
- Noemi – voce
- Celso Valli – tastiere e pianoforte, direzione archi
- Samuele Dessì – programmazione
- Massimo Varini – chitarre acustiche ed elettriche
- Cesare Chiodo – basso
- Paolo Valli – batteria

## Successo commerciale
Il brano viene certificato disco di platino con oltre 50 000 download digitali. Vuoto a perdere debutta all'ottava posizione nella classifica FIMI, per poi spingersi fino alla sesta, posizione occupata più volte. A distanza di due mesi il singolo permane ancora in top 10 alla settima posizione; la decima settimana sarà l'ultima settimana in cui il singolo occuperà la top 10, precisamente all'ottava posizione. Il singolo lascerà definitivamente la classifica dopo 5 mesi di permanenza in top 50.
Nelle radio è giunto anche in top 3, raggiungendo la seconda posizione.

## Colonna sonora
Vuoto a perdere fa parte della colonna sonora di Femmine contro maschi, sequel di Maschi contro femmine. A comunicare la notizia è stato lo stesso Fausto Brizzi, regista anche del videoclip del brano, il 2 dicembre 2010 durante le "Giornate Professionali" di Sorrento.
Il singolo oltre che essere il singolo apripista di RossoNoemi, secondo album di Noemi, anticipa anche l'uscita del film Femmine contro maschi prevista per il 4 febbraio 2011. Vuoto a perdere è un testo esposto da "una donna senza peli sulla lingua". L'incontro tra Noemi e Fausto Brizzi è avvenuto durante il Tour Europe indoor di Vasco Rossi, come affermato dalla stessa cantante durante la conferenza stampa di Femmine contro maschi.
Il brano è un ritratto della figura della donna che, al contrario di in Maschi contro femmine, nel sequel, in cui le storie narrate sono tre e non più quattro, ha la propria rivincita.
In quanto colonna sonora di Femmine contro maschi il 19 ottobre 2012 viene premiata a Una vita per il cinema con una Scultura "Lello Esposito".

## Video musicale
Il videoclip prodotto per Vuoto a perdere è stato girato dal regista Fausto Brizzi a Roma; si tratta di uno dei primi video girati in 3D in Italia. Il videoclip è disponibile dal 28 gennaio 2011, in contemporanea con la messa in commercio del singolo; il video è stato realizzato sia in 2D che in 3D, quest'ultimo visionabile con gli occhiali 3D. Due breve anteprime sono state mandate in onda dal Tg2 e da Sky TG24 durante dei servizi del 27 gennaio, e dal Tg5 il giorno successivo; il 5 febbraio un servizio Tg1 all'interno della rubrica Do Re Ciak Gulp! di Vincenzo Mollica, anche altri i servizi in altri TG come il GT Ragazzi e nella rubrica Life di LA7. Il video nella versione integrale è disponibile a partire dal 28 gennaio, giorno da cui è disponibile sia per la tv che per il web. Il videoclip ha una durata di 4 minuti e 2 secondi ed è disponibile per il download digitale a partire dal 1º febbraio 2011.
Il video è stato concepito come un piccolo film e viene interpretato nel ruolo della protagonista da Carla Signoris, coprotagonista nel video è Serena Autieri, rispettivamente Nicoletta e Diana di Femmine contro maschi. Nel video musicale Noemi ricopre il ruolo di narratrice. Viene sfatato il culto moderno della perfetta forma fisica: Nicoletta affronta serenamente il tempo che passa e il problema della cellulite, è una cinquantenne non rifatta che non insegue la giovinezza con i ritocchi estetici; la donna tiene testa al confronto con Diana, ragazza dal corpo statuario.
Il video inizia con le riprese in sala pranzo dove troviamo Nicoletta (Carla Signoris) assorta fra i suoi pensieri, al termine della scena giocherella con i limoni del centrotavola. Si prosegue in giardino dove l'attrice innaffia le piante del giardino, una volta terminato il da fare la ritroviamo dapprima seduta pensosa sull'altalena del giardino per poi vederla dondolare felice. Ritroviamo Nicoletta in palestra dove fa tapis roulant e al suo fianco c'è Diana (Serena Autieri); successivamente si passa in cucina dove Nicoletta prepara da mangiare. Nicoletta va ora in piscina dove incontra nuovamente Diana con le sue amiche, Nicoletta si trova nuovamente nel dover constatare la differenza tra lei e Diana. Si ritorna di nuovo in cucina dove Nicoletta è occupata con i fornelli. Il video prosegue con un parcheggio auto in cui Nicoletta ha posteggiato la sua automobile, fatta la spesa apre il bagagliaio della vettura per sistemare le buste della spesa; incontra così nuovamente Diana e le sue amiche. Ritroviamo di nuovo dapprima Nicoletta pensosa in sala pranzo e poi dondolarsi sull'altalena. L'ultimo incontro fra le due donne avviene in un centro benessere dove Nicoletta sta asciugandosi i capelli con il fon e Diana passa per andare in piscina dove ci sono le sue amiche con le quali inizia a chiacchierare; il video termina con Nicoletta che getta il fon in piscina e un lampo di luce chiude la storia di Nicoletta e Diana. Parallelamente nel video si alternano immagini stile rétro di una famiglia felice con un neonato e con dei bambini che giocano, si tratta di scene tratte dalla gioventù di Carla Signoris. Nel video Noemi, in qualità di narratrice, ripercorre tutti i luoghi quali la sala pranzo, l'altalena, la palestra e la piscina.
Il 14 dicembre 2011 il videoclip conquista il Premio Roma Videoclip.
Il 28 gennaio 2012 il brano ha compiuto un anno e per festeggiare questo singolo di gran successo, nel giorno dell'anniversario viene pubblicato il video del backstage del videoclip.

 Al 17 aprile 2019, il videoclip ha superato oltre 23 milioni di visualizzazioni su YouTube.

### Staff
- Fausto Brizzi: regista
- Carla Signoris: Nicoletta (protagonista)
- Serena Autieri: Diana (co-protagonista)
- Marcello Montarsi: fotografia
- Luciana Pandolfelli: montaggio
- Fabrizio Rizzolo: produzione (Riviera Film)
- Chiara Della Longa: aiuto regista
- Maria Stilde Ambruzzi: scenografa
- Elena Minesso: costumista
- Martina Cossu: truccatrice
- Maria Sansoni: parrucchiera
- Alessandro Bolognesi: primo operatore
- Angelo Donatone: capo macchinista
- Eleonora Ceci: assistente alla regia
- Claudio Pisano: assistente al montaggio
- Stefano Rebecchi: 3D supervisor
- Roberto Grassi: 3D technical manager
- Jean-Antoine Delille: stereografo
- Luca Spadafora: secondo stereografo
- Marco Cossu: 3D data manager

## Classifiche
| Classifica (2011) | Posizione massima |
| ----------------- | ----------------- |
| Italia            | 6                 |

## Riconoscimenti
- 2011 - Candidatura Nastro d'argento come migliore canzone originale[5]
- 2011 - Premio Lunezia Menzione Speciale[6]
- 2011 - Premio Roma Videoclip[60]
- 2012 - Scultura "Lello Esposito"[49]

## Incisioni e versioni
| Anno | Provenienza                                   | Durata       | Note          |
| ---- | --------------------------------------------- | ------------ | ------------- |
| 2011 | RossoNoemi                                    | 4 min : 03 s |               |
| 2011 | Maschi contro femmine - Femmine contro maschi | 4 min : 03 s |               |
| 2011 | Wind Music Awards 2011                        | 4 min : 03 s |               |
| 2011 | Radio Bruno Winter Compilation                | 4 min : 03 s |               |
| 2012 | Tutti pazzi per RDS                           | 4 min : 02 s |               |
| 2012 | RossoNoemi - 2012 Edition                     | 4 min : 03 s |               |
| 2012 | Pop mania                                     | 4 min : 03 s |               |
| 2012 | RossoLive                                     | 5 min : 54 s | Versione live |
| 2012 | RossoLive                                     | 5 min : 52 s | Video live    |
| 2013 | Je t'aime 2013                                | 4 min : 02 s |               |
| 2013 | RDS 100% grandi successi senza tempo          | 4 min : 03 s |               |
| 2014 | Donne in musica                               | 4 min : 03 s |               |